# Collegio uninominale Marche - 01 (Camera dei deputati 2020)
Il collegio elettorale uninominale Marche - 01 è un collegio elettorale uninominale della Repubblica Italiana per l'elezione della Camera dei deputati.

## Territorio
Come previsto dalla legge n. 51 del 27 maggio 2019, il collegio è stato definito tramite decreto legislativo all'interno della circoscrizione Marche.
È formato dal territorio dell'intera provincia di Ascoli Piceno (33 comuni) e dell'intera provincia di Fermo (40 comuni).
Il collegio è parte del collegio plurinominale Marche - 01.

## Eletti
| Elezione | Elezione | Deputato             | Partito      |
| -------- | -------- | -------------------- | ------------ |
|          | 2022     | Francesco Battistoni | Forza Italia |

## Dati elettorali

### XIX legislatura
Come previsto dalla legge elettorale, 147 deputati sono eletti con sistema a maggioranza relativa in altrettanti collegi uninominali a turno unico.
| Candidati                                 | Candidati                      | Voti    | %     | Liste                                 | Voti    | %     |
| ----------------------------------------- | ------------------------------ | ------- | ----- | ------------------------------------- | ------- | ----- |
|                                           | Francesco Battistoni ✔️ Eletto | 90 811  | 47,66 | Fratelli d'Italia                     | 60 216  | 31,60 |
| Lega per Salvini Premier                  | Francesco Battistoni ✔️ Eletto | 90 811  | 47,66 | 14 893                                | 7,82    |       |
| Forza Italia                              | Francesco Battistoni ✔️ Eletto | 90 811  | 47,66 | 14 627                                | 7,68    |       |
| Noi moderati/Lupi - Toti - Brugnaro - UDC | Francesco Battistoni ✔️ Eletto | 90 811  | 47,66 | 1 075                                 | 0,56    |       |
|                                           | Meri Marziali                  | 44 303  | 23,25 | Partito Democratico-IDP               | 34 124  | 17,91 |
| Alleanza Verdi e Sinistra                 | Meri Marziali                  | 44 303  | 23,25 | 5 599                                 | 2,94    |       |
| +Europa                                   | Meri Marziali                  | 44 303  | 23,25 | 3 802                                 | 2,00    |       |
| Impegno Civico - Centro Democratico       | Meri Marziali                  | 44 303  | 23,25 | 778                                   | 0,41    |       |
|                                           | Giorgio Fede                   | 28 734  | 15,08 | Movimento 5 Stelle                    | 28 734  | 15,08 |
|                                           | Maria Stella Origlia           | 12 592  | 6,61  | Azione - Italia Viva - Calenda        | 12 592  | 6,61  |
|                                           | Guido Olivieri                 | 4 975   | 2,61  | Italexit                              | 4 975   | 2,61  |
|                                           | Catia Jachetti                 | 2 773   | 1,46  | Italia Sovrana e Popolare             | 2 773   | 1,46  |
|                                           | Diletta Parrino                | 2 698   | 1,42  | Unione Popolare                       | 2 698   | 1,42  |
|                                           | Ruggero Giacomini              | 1 894   | 0,99  | Partito Comunista Italiano            | 1 894   | 0,99  |
|                                           | Maria Teresa Taroni            | 1 137   | 0,60  | Vita                                  | 1 137   | 0,60  |
|                                           | Oscar Piergallini              | 631     | 0,33  | Alternativa per l'Italia (PdF - Exit) | 631     | 0,33  |
| Totale                                    | Totale                         | 190 548 | 100   |                                       | 190 548 | 100   |
|                                           |                                |         |       |                                       |         |       |
| Schede bianche                            | Schede bianche                 | 3 634   | 1,82  |                                       |         |       |
| Schede nulle                              | Schede nulle                   | 5 261   | 2,64  |                                       |         |       |
| Votanti                                   | Votanti                        | 199 443 | 67,85 |                                       |         |       |
| Elettori                                  | Elettori                       | 293 956 |       |                                       |         |       |